# Георгијани (Иматија)
Георгијани (грч. Γεωργιανοί, до 1926. грч. Τόπλιανη) је насељено место у општини Бер у периферији Средишња Македонија, Грчка. Према попису из 2021. године било је 305 становника.
Георгијани су старо насеље које је вероватно разрушено током Негушког устанка 1822. године. После 1923. године овде су насељене 82 грчке избегличке породице из Турске, укупно 288 особа. Село се раније звало Топлјани.